# Van Den Berghe - Pauvers
Van Den Berghe - Pauvers was een meubelfabriek gelegen in de Brugse Poort te Gent.  Het bedrijf werkte samen met ontwerpers en architecten waaronder Gaston Eysselinck, Emiel Veranneman, Adelbert Van de Walle,  François Meirlé, Jean Prouvé, Robert Verbanck, Willy Van Der Meeren, Eric Lemesre, Fernand De Vleeschouder, Leo Speiser, Jules Fonteyne,  Richard Deweirdt, Eric Grinwis en  Jos De Mey.
De Cirkantetafel, een ontwerp van Robert "Bob" Van Den Berghe, is hun bekende productie en werd gemaakt vanaf 1976 tot de sluiting. In 2010 werden er nog 150 van verkocht. Daarnaast zijn ook hun Iris- dressoir en de Iris-stoel uit 1982 gekend. 
Onder licentie worden de ontwerpen van Van Den Berghe-Pauvers gemaakt door Tranekær in Denemarken.

## Geschiedenis
Van Den Berghe - Pauvers was negen generaties actief met een eerste vermelding dateren uit 1742. Toen had Joannis Vanden Berghen een houtzagerij in Dikkelvenne.
Charles Van Den Berghe en familie en ook de zaak verhuisde rond 1850 naar Gent om zich te vestigen in de Leeuwstraat met een houtbewerkingszaak. Toen werd er ook toegelegd op het maken van meubels. In 1906 verhuisde de zaak naar de Meibloemstraat (Brugse Poort) toen Désiré Van Den Berghe (1867-1959) aan het roer stond samen met Florimond Van Den Berghe. In die tijd was er daar nog niet veel. Later kwam daar in de buurt ook de kopergieterij, het schoenfabriekje, kartonage Demoor. In 1920 verliet de broer de zaak en Désiré met zijn vrouw Marie Pauvers veranderen de zaak naar een meubelfabriek.
In 1938 kreeg zoon Albert Van Den Berghe (1906-1985) de leiding en koos voor een modernere vormgeving. Dit uitte zich door een samenwerking met Gaston Eysselinck. Op 17 december 1944, tijdens de Tweede Wereldoorlog, viel er een V1 op Gent en die trof Van Den Berghe - Pauvers en vernielde een groot deel van de firma. Bij dit enige dodelijk V1-bombardement op Gent kwam één persoon om het leven. Na de oorlog was het bedrijf ook lid van het in 1951 opgerichte collectief Het Gentse Meubel. In die bloeiperiode werkte 49 man in de firma. 
In de jaren 50 en 60 kwam een vernieuwende beweging in de meubelsector en Van Den Berghe lag mee aan de basis van dit het zogenaamde ‘sociaal meubel’. Als reactie tegen de neostijlen werkten ze aan eigentijdse meubels en promoten deze op tentoonstellingen en voordrachten van de Katholieke Arbeidersvrouwen (KAV) en de Boerinnenbond. 
De laatste zaakvoerders Bob, Hilde en Dries besloten om de zaak in 2011 te sluiten.
Na de sluiting van de zaak zou er initieel appartementsgebouwen gebouwd worden op het perceel, dit werd echter tegengehouden door buurtbewoners die hier bezwaarschriften tegen indienden.
In 2013 nam VZW De Vergunning zijn intrek in de voormalige meubelfabriek. De VZW diende als koepelorganisatie om verschillende initiatieven onder thuis te brengen. O.a. La Lys, fietsenherstelplaats De Fietskeuken en kunstenaarscollectief Zwart Wild vzw gebruikten de fabriek als uitvalsbasis voor hun werkingen. 

## Tentoonstellingen
- KAV tentoonstellingen Gent, Antwerpen, Roeselare, Aalst in de periode 1939 - 1940 en 1949 - 1955.
- Internationale jaarbeurs der Vlaanderen, 1951 en 1952
- Nationale Salon voor Modern Sociaal Meubel te Gent, jaarlijks vanaf 1955 tot 1958
- 1958 , Expo '58 te Brussel , met een meubel-ensemble ontworpen door Jos De Mey
- Internationale Jaarbeurs te Gent van 1958 tot 1978 van 1992 tot 1998.
- Alle edities van van 1968 tot 2004 Interieur, Kortrijk
- Vele edities van  Je Huis, ... Een Thuis, Antwerpen
- Vele edities van Het ideale huis, Brussel

## Erkentelijkheden
- Vermelding in "Van kromme tot rechte".
- Vermelding van 2 meubels (stoel) in het boek "Groeten uit 1926".
- Vermeldingen in een aantal jaarboeken van Stichting De Coene.
- Vermeldingen en omslagfoto in het boek "Belgische meubelkunst in de XXe eeuw", van Frans Defour.
- 1959, het Gouden Kenteken van het Brusselse Design Centre, eetkamerstoel naar ontwerp van Rik Gerard.
- 1974, selectie Brussels Design Centre, nachtkastje
- 1975, selectie Brussels Design Centre en product van de maand, bed en nachtkast model Acadamy
- 1978, het Gouden Kenteken van het Brusselse Design Centre, Cirkante tafel van  Bob Van Den Berghe.
- selectie Brussels Design Centre, marmeren salontafels (combinatie van 2 duo tafels)
- selectie Brussels Design Centre, wandmeubel Socrates
- selectie Brussels Design Centre, Iris stoel en dressoir

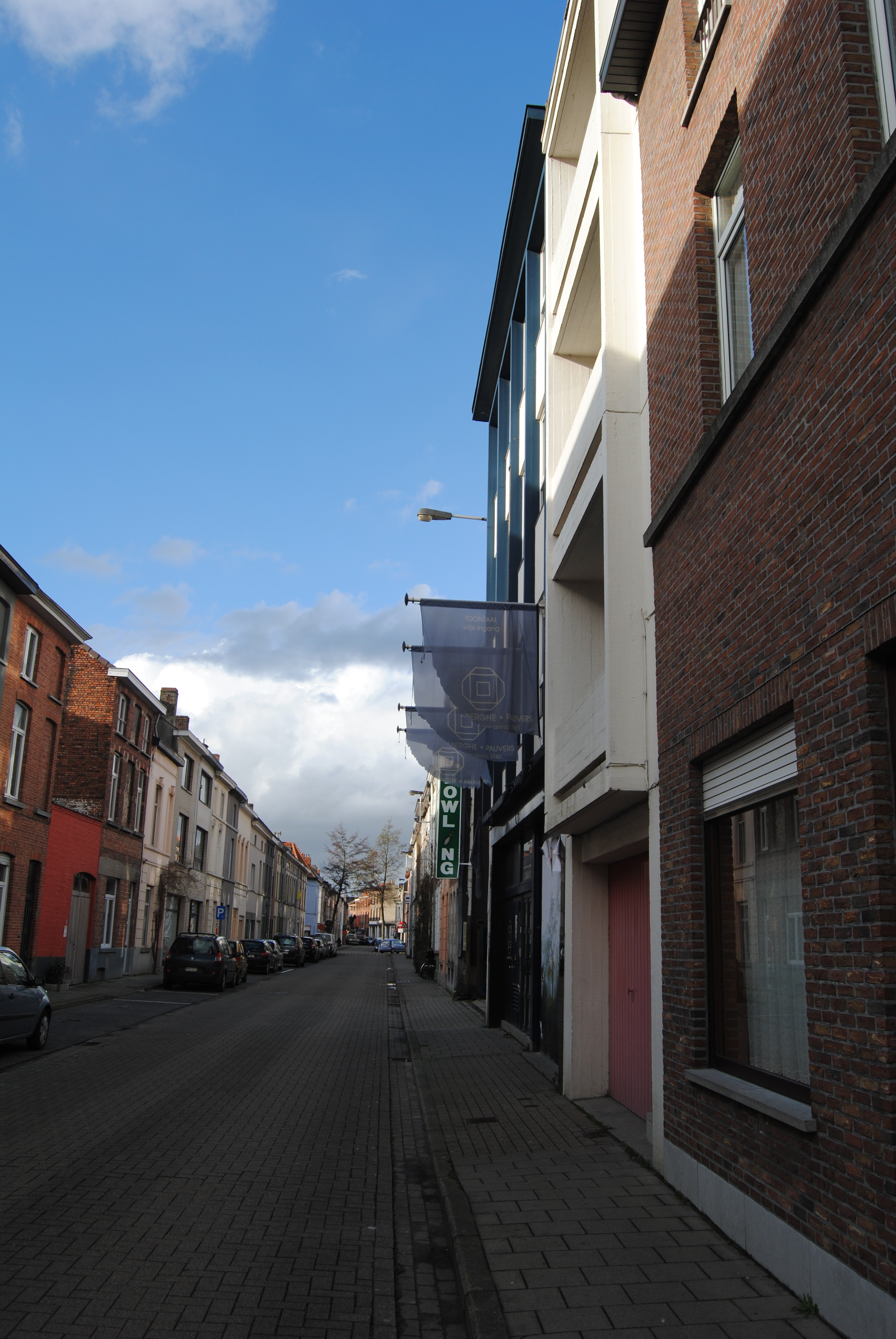
1982, "Le Grand Bravo des Maitres Meubliers voor de Iris-reeks (ontwerp Bob Van Den Berghe)
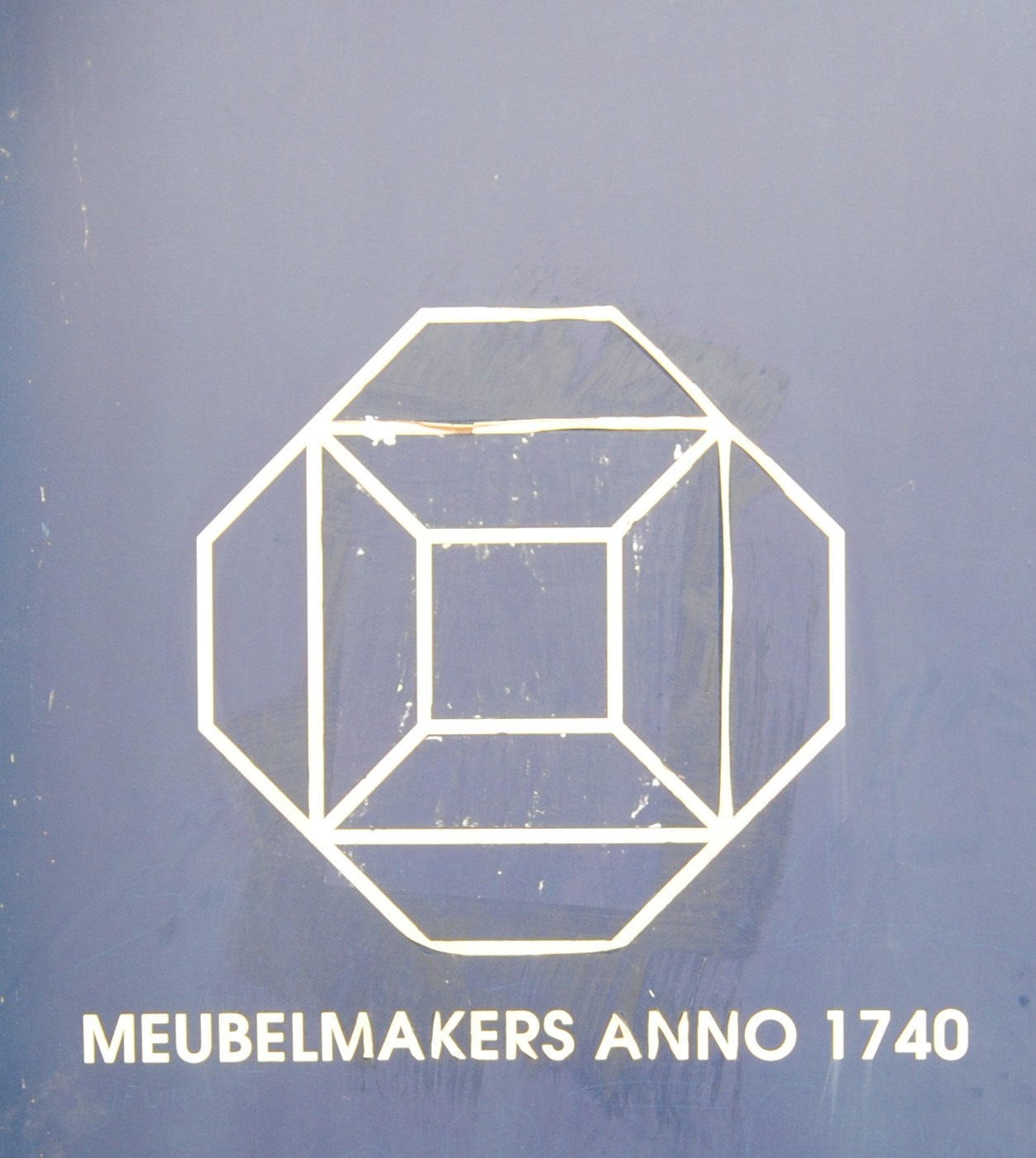
Logo van Den Berghe - Pauvers op deur aan toonzaal in Meibloemstraat (Gent)
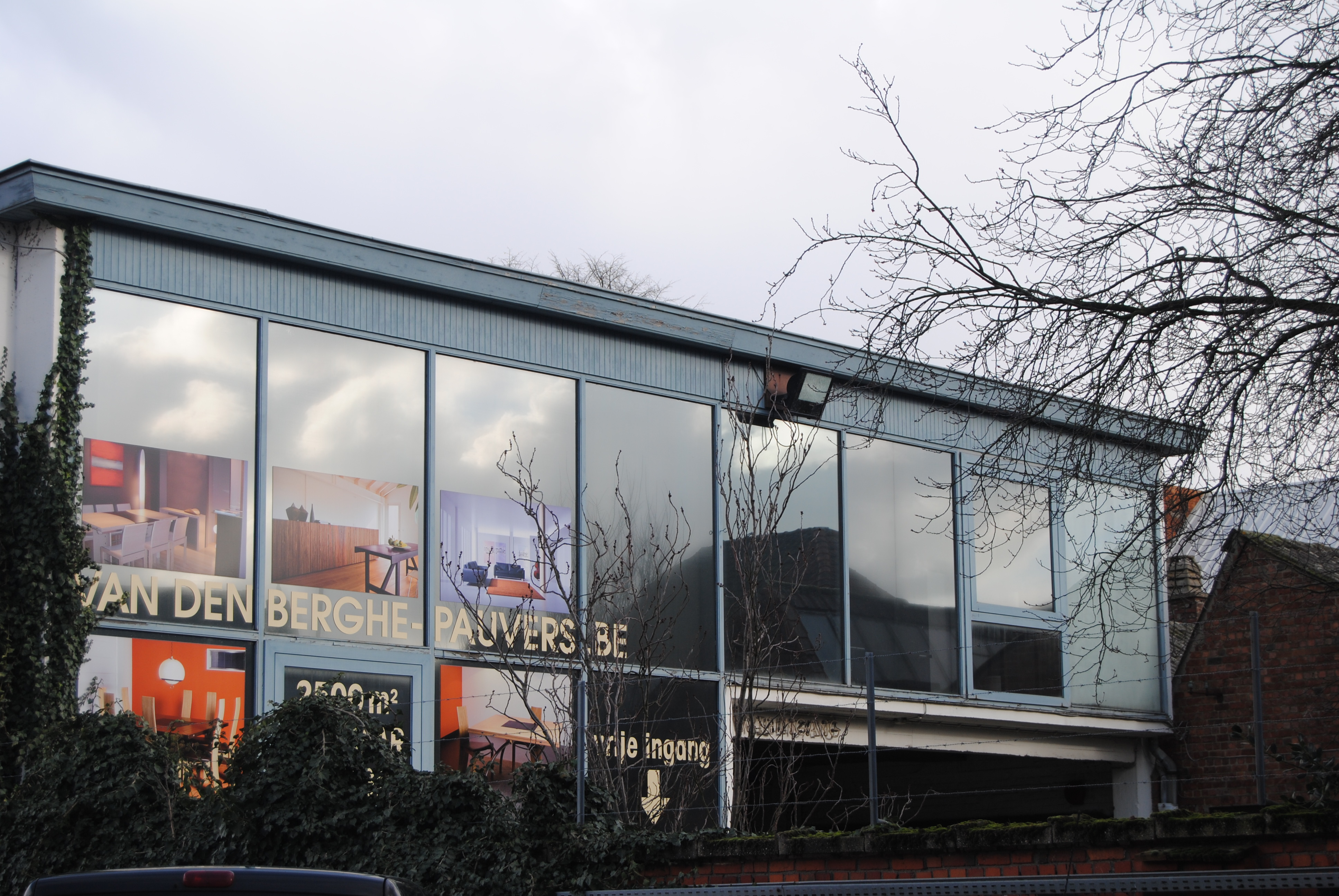
Ateliers van Van Den Berghe - Pauvers gelegen aan de Meibloemstraat (Gent)
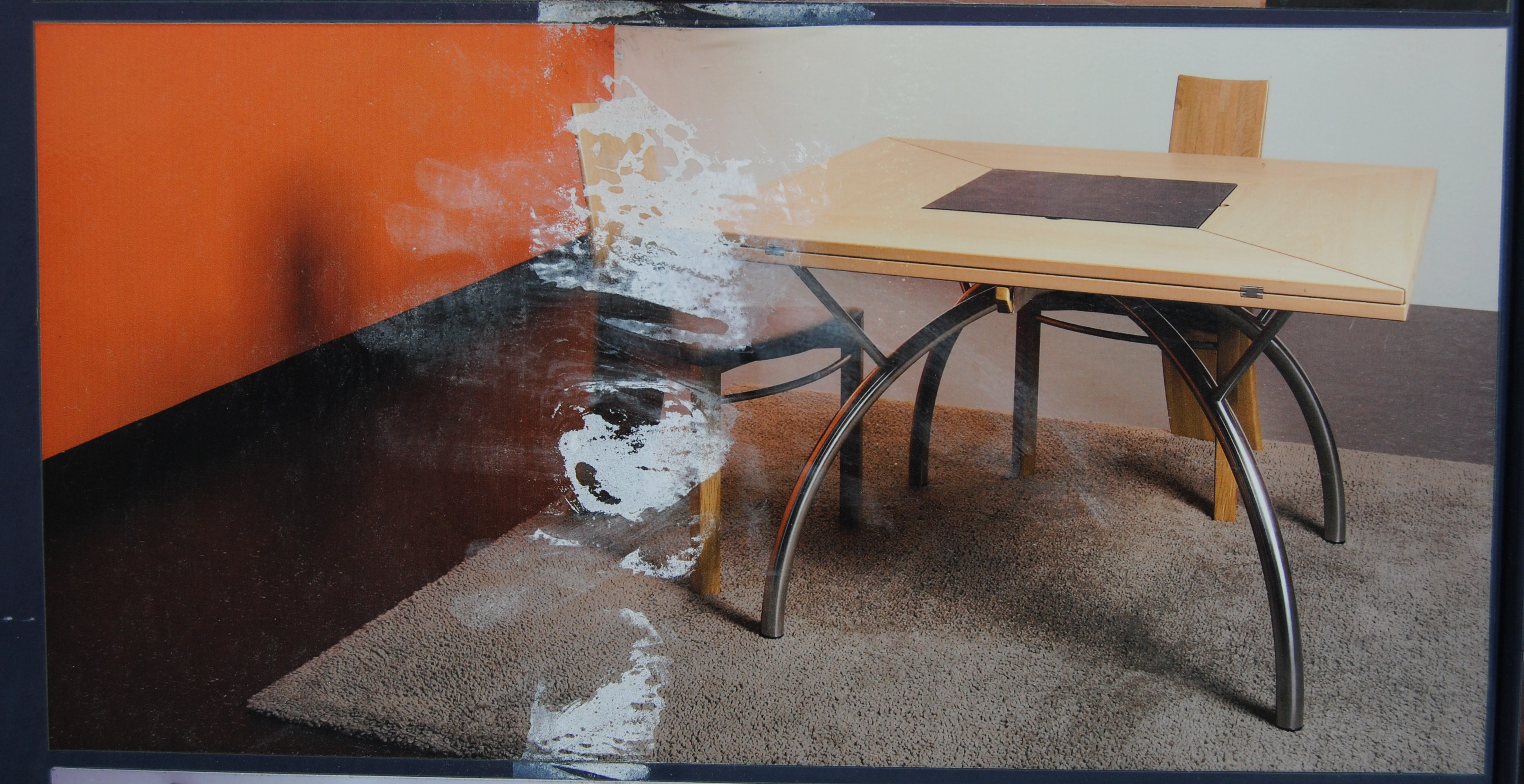
Variante op cirkante tafel van Van Den Berghe - Pauvers